# 253 f.Kr.

## Händelser

### Efter plats

#### Seleukiderriket
- Det andra syriska kriget mellan seleukiderna och ptolemaierna tar slut. Antiochos II återfår det mesta av Anatolien från Ptolemaios II, inklusive städerna Miletos och Efesos samt den feniciska kusten.
- Kriget avslutas med att Antiochos gifter sig med Ptolemaios II:s dotter Berenike Syra. Antiochos skiljer sig därvid från sin förra hustru Laiodike och överför arvsrätten till sin tron till Berenikes barn.
- När han nu har återtagit Miletos störtar Antiochos II stadens tyrann. Som svar på detta dyrkar folket där honom som en gud i sina tacksägelser, vilket leder till att ordet Theos (grekiska för Gud) läggs till hans namn.

#### Romerska republiken
- En andra romersk krigsflotta om 150 fartyg lider skeppsbrott på väg från Lilybaeum (på Sicilien) till Rom.
- Tiberius Coruncanius blir den förste plebejen att väljas till pontifex maximus i Rom.

#### Grekland
- Antigonos II:s brorson och riksföreståndare Alexander leder, med Ptolemaios II:s hjälp, ett uppror i Korinth och utropar sig själv till självständig monark. Därmed förlorar Antigonos de båda baserna Korinth och Khalkis, från vilka han har dominerat södra Grekland. När sedan aitolierna ockuperar Thermopyle blir Antigonos II avskuren från Aten och Peloponnesos.
- Makedoniens inblandning i det andra syriska kriget tar slut när Antigonos blir upptagen med upproret i Korinth och Khalkis och ökande fiendeaktivitet längs Makedoniens norra gräns.

## Födda
- Filopoimen, grekisk fältherre och statsman (död 183 f.Kr.)